# Luke Syson
Luke Syson ist Kunstexperte und seit 2019 Direktor des Fitzwilliam-Museums in Cambridge. Er organisierte mehrere Kunstausstellungen und ist Experte der Gemälde von Leonardo da Vinci.

## Leben
Er studierte von 1984 bis 1986 am Courtauld Institute of Art, das zur University of London gehört, mit der Fachrichtung Kunstgeschichte, Kunstkritik und Restaurierung und schloss mit dem Bachelor of Arts ab.
Im Laufe seines Lebens war er Kurator verschiedener Museen und organisierte mehrere Kunstausstellungen, zu denen er auch Ausstellungskataloge veröffentlichte. Von 1991 bis 2001 war er Kurator der Medaillen des British Museum in London, während dieser Zeit half er die Ausstellung Enlightenment: Discovering the World in the Eighteenth Century zu eröffnen. Von 2003 bis 2011 arbeitete er bei der National Gallery (London) als Kurator von italienischen Gemälden der Zeit 1460–1500. Dort organisierte er die Ausstellungen Leonardo da Vinci: Painter at the Court of Milan und Renaissance Siena: Art for a City. Außerdem war er Co-Kurator der Ausstellungen Renaissance Faces: Van Eyck to Titian und Pisanello: Painter to the Renaissance Court. Von 2012 bis 2019 war er Vorsitzender des Iris & B. Gerald für Europäische Skulpturen und dekorative Kunst im Metropolitan Museum of Art in New York. Seit Februar 2019 ist er Direktor des Fitzwilliam-Museums in Cambridge.
Er war Sprecher bei TED Talks im Jahr 2013 mit dem Thema How I learned to stop worrying and love „useless“ art.

## Filmografie
- 2014: National Gallery

## Werke
Luke Syson ist Autor und Co-Autor verschiedener Ausstellungskataloge und Bücher:
- Objects of Virtue: Art in Renaissance Italy. J. Paul Getty Museum, 2001, ISBN 978-0-89236-657-6
- Pisanello: Painter to the Renaissance Court. National Gallery Company Ltd, 2001, ISBN 978-1-85709-946-1
- Renaissance Siena: Art for a City. National Gallery Company Ltd, 2008, ISBN 978-1-85709-392-6
- Leonardo da Vinci: Painter at the Court of Milan. National Gallery Company Ltd, 2011, ISBN 978-1-85709-491-6
- Leonardo Set: Catalogue & Technical Bulletin – National Gallery London. National Gallery Company Ltd, 2011, ISBN 978-1-85709-542-5
- Renaissance Faces: Van Eyck to Titian. National Gallery Company Ltd, 2011, ISBN 978-1-85709-407-7
- Like Life – Sculpture, Color, and the Body. Metropolitan Museum of Art, 2018, ISBN 978-1-58839-644-0